# Croates de Roumanie
Les Croates (Hrvati en croate, croați en roumain) sont un des groupes ethniques de Roumanie et sont, selon le recensement de 2011, 5 408. Ils vivent principalement dans le sud-ouest du pays, particulièrement dans le județ de Caraș-Severin (94,2 % de la population croate totale). Ils forment la majorité de la population dans deux localités roumaines: Carașova (76,52 %) et Lupac (86,58 %). Dans ces communes, le croate est une langue officiellement reconnue, et les panneaux indicatifs sont bilingues, et la justice et l’éducation ainsi que l’administration publique peuvent être effectuées en roumain tout comme en croate.
La plupart des Croates sont des Carashovènes, même si seulement environ 200 personnes se déclarent Carashovènes lors du recensement, le reste se déclarant comme Croates. Du fait de plusieurs facteurs politiques, économiques, sociaux et culturels, la plupart d’entre eux ont commencé à s’identifier comme Croates, notamment du fait de l’attention prêtée aux Croates de Roumanie par le gouvernement croate, qui leur a par exemple accordé la nationalité croate.
Selon le recensement 2011, 97,69 % des Croates de Roumanie sont de confession catholiques romains, 1,18 % sont orthodoxes roumains, 0,63 % sont greco-catholiques et 0,65 % sont d'une autre religion.
En tant que minorité nationale officiellement reconnue par l’État roumain, les Croates sont toujours représentés à la Chambre des députés.